# Enseada
Enseada Veiculos Especiais Ltda. war ein brasilianischer Hersteller von Automobilen.

## Unternehmensgeschichte
Das Unternehmen wurde 1987 in São Paulo gegründet. Es baute Automobile und Kit Cars unter dem Markennamen Enseada. Die Produktion lief bis Ende der 1990er Jahre.

## Fahrzeuge
Das erste Modell war die Nachbildung des MG TD. Ein ungekürztes Fahrgestell von Volkswagen do Brasil mit Heckmotor bildete die Basis. Die Karosserie bestand aus Fiberglas.
1988 ergänzten die Modelle Plus und Mini-Buggy Plus das Sortiment. Wenig später kam noch der Tupy dazu. Dies waren VW-Buggies. Sie hatten je nach Modell ein gekürztes oder ein ungekürztes VW-Fahrgestell mit zwei oder vier Sitzen und eine offene Karosserie.
Zwischen 1990 und 1992 gab es zusätzlich auf gleicher Basis Nachbildungen von Porsche 550 und Porsche 911.